# Вевчанско-радожденски говор
Вевчанско-радожденският говор е български диалект диалект от крайната югозападна група югозападни говори.
Говори се в рамките на Република Северна Македония – в стружките села Вевчани, Радожда и Мали Влай, както и в Република Албания – село Лин.
Македонската диалектология разглежда вевчанско-радожденския говор като диалект на т. нар. македонски език.

## Характерни особености
Вевчанско-радожденският говор показва редица сходства с близкостоящите градски охридски и стружки говор.
- Сливане на две съседни гласни в една дълга гласна: глàа > глā (глава), змѝи > змӣ (змии).
- Преход в⇒й, когато е пред гласна: йъ̀же (въже)
- Съчетание чер-: чèрен, чèреша.
- Употреба на агломеративна форма при лични и роднински имена от м. р.: Го вѝде Стойàна (Видя Стоян).
- Окончание -ови, -ои за мн. ч. при едносрични съществителни от м. р.: лèбови, лèбои (хлябове)
- Глаголно окончание -т за 3 л. ед. ч. сег. време: ѝмат (има), нòсит (носи).
- Суфикс -в- при глаголи от типа: кỳпвит (купува), кàжвит (казва).
- Времеви конструкции на ѝма и сум с минало страдателно причастие: ѝмам пѝсано (написал съм), сум дòйден (дошъл съм)
- Употреба на тройно показателно местоимение: той, овой, оной, както и на тройно членуване (-от, -ов, -он).
- Ударение върху третата сричка.

А се отличава от тях по следните характеристики:
- Праславянското *tj застъпено като шт – плèшти (плещи), лèшта (леща)
- Праславянското *dj застъпено като жд – сàжди (сажда), вѐжди (вежди).
- Гласна ê (широко е) като застъпник на
  - стб. ѫ: дềга (дъга), кềтник (кътник)
  - заместник на гласната в съчетанията ръ и лъ:' гềрне (гърне), тêрн (трън), гềлтат (гълтат)
- Гласна ạ (полуредуцирано а) след лабиална съгласна като застъпник на
  - стб. ѫ: пạт (път), мạш (мъж)
  - заместник на гласната в съчетанията ръ и лъ: вạрба (върба), пạрво (първо)
- Липса на членно окончание -м за 1 л. ед. ч. при всички склонения: вѝка (викам), ѝма (имам).
- Частица к’а при бъдеще време (сравни с книжовното ще).
- Употреба на деепричастия – носèешти (носейки), игрèешти (играейки)